# Zebrasoma scopas
El cirujano marrón (Zebrasoma scopas) es un pez marino, de la familia de los Acantúridos, orden Perciformes.Es un ágil y vistoso nadador. Sociable con la mayoría de habitantes del arrecife, a excepción de machos territoriales de su misma especie o género.

## Morfología
Posee la morfología típica de su familia, cuerpo ovalado, con forma de disco al erguir las aletas dorsal y anal. Y como todas las especies de su género, presenta una nariz prominente. La coloración varía dependiendo de la edad: de juveniles son de color amarillento, con un tono más oscuro hacia el marrón verdoso en las aletas y con pequeños puntos de color azul claro por todo el cuerpo; de adultos el color amarillento desaparece, dando paso a un marrón verdoso. 
Como todos los peces cirujano, de ahí les viene el nombre común, tiene una espina extraíble a cada lado del pedúnculo caudal; se supone que las usan para defenderse de otros peces.
Espinas dorsales (total): 4 - 5; Radios blandos dorsales (total): 23-25; Espinas anales 3; Radios blandos anales: 19 - 21.
Alcanza los 40 cm de largo, y de alto, con las aletas dorsal y anal extendidas.

## Hábitat y comportamiento
Suele verse tanto en lagunas protegidas, como en zonas exteriores de arrecifes coralinos, y en zonas ricas en corales. Los adultos suelen encontrarse emparejados, y los juveniles solitarios, se suelen proteger en corales Acropora.
Su rango de profundidad es entre 1 a 60 metros, no obstante se reportan localizaciones entre 0,5 y 150 m, y en un rango de temperatura entre 25.19 y 29.33 °C.

## Distribución geográfica
Su distribución geográfica va desde el Océano Índico, en las costas orientales de África, pasando por India e Indonesia, hasta Japón, Australia y la Polinesia francesa.
Es especie nativa de Australia; Bangladés; Chagos; Birmania; Brunéi Darussalam; Camboya; China; Isla de Navidad; Cocos (Keeling); Comoras; Islas Cook; Estados Unidos Islas menores alejadas (Howland-Baker, La Línea ); Territorio en disputa (Paracel Is., Spratly); Filipinas; Fiyi; Polinesia Francesa; Territorios del sur francés (Canal de Mozambique Is.); Guam; India (Andaman Es, Nicobar es..); Indonesia; Japón; Kenia; Kiribati (Gilbert es, Kiribati Line Is, Phoenix es...); Madagascar; Malasia; Maldivas; Islas Marshall; Mauricio; Mayotte; Micronesia; Mozambique; Nueva Caledonia; Niue; Isla Norfolk; Islas Marianas del Norte; Palaos; Papúa Nueva Guinea; Pitcairn; Reunión; Samoa; Seychelles; Singapur; Islas Salomón; Sudáfrica; Sri Lanka; Tailandia; Taiwán, provincia de China; Tanzania; Timor-Leste; Tokelau; Tonga; Tuvalu; Vanuatu; Vietnam; Wallis y Futuna; Yemen y Yibuti.

## Alimentación
En la naturaleza se nutre principalmente de algas filamentosas que arranca de las rocas. Consume diversas especies de macroalgas, de géneros como Caulerpa, Dictyota, Cladophora, Codium, Jania, Laurencia, Padina, Polysiphonia, Sphacelaria o Turbinaria.
Su alimentación principal es herbívora, de tal modo que, en acuariofilia es una de las especies utilizadas para el control de algas por medios naturales

## Reproducción
No presentan dimorfismo sexual, tan sólo los machos son de mayor tamaño que las hembras. Son ovíparos y la puesta de huevos se realiza tanto en pareja, como en comunidad. El desove sucede alrededor de la luna llena, estando sometido a la periodicidad del ciclo lunar. Son monógamos.

## Conservación
Zebrasoma scopas es una especie muy extendida en la región del Indo-Pacífico. Es común en muchas localidades en las que se produce y puede ser localmente abundante. Se captura incidental en las pesquerías de subsistencia y conforma un componente menor del comercio de acuarios. Se encuentra en un número de reservas marinas en partes de su área. No hay grandes amenazas conocidas. Por lo tanto, aparece como preocupación menor.

## Galería

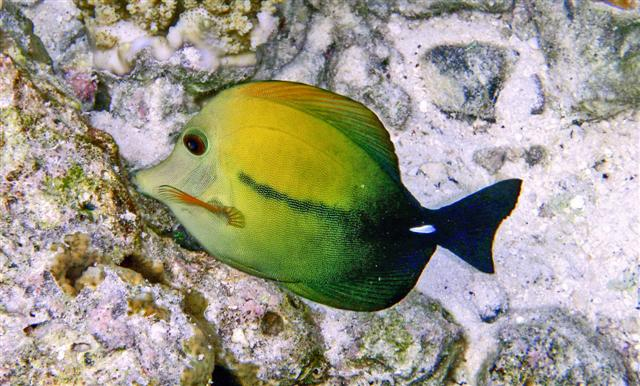
Ejemplar juvenil en Maldivas
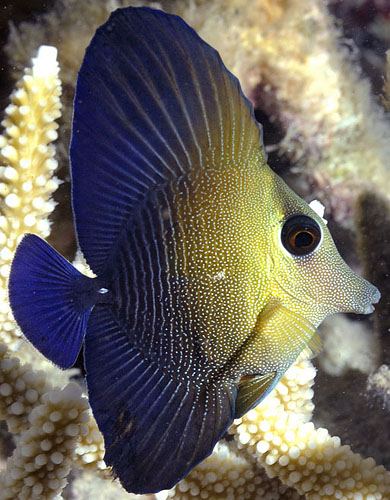
Z. scopas juvenil entre coral Acropora
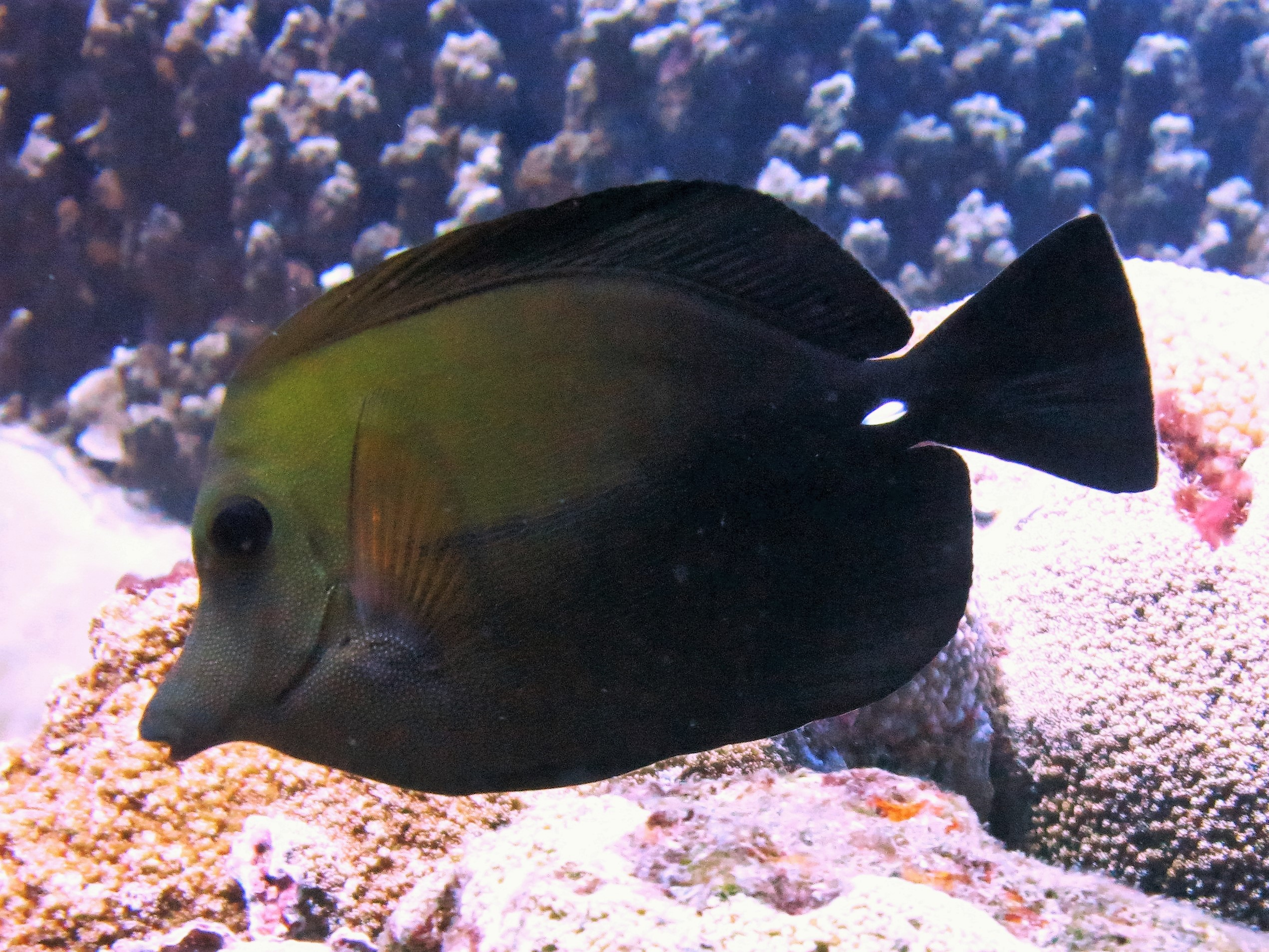
Z. scopas en Samoa Americana
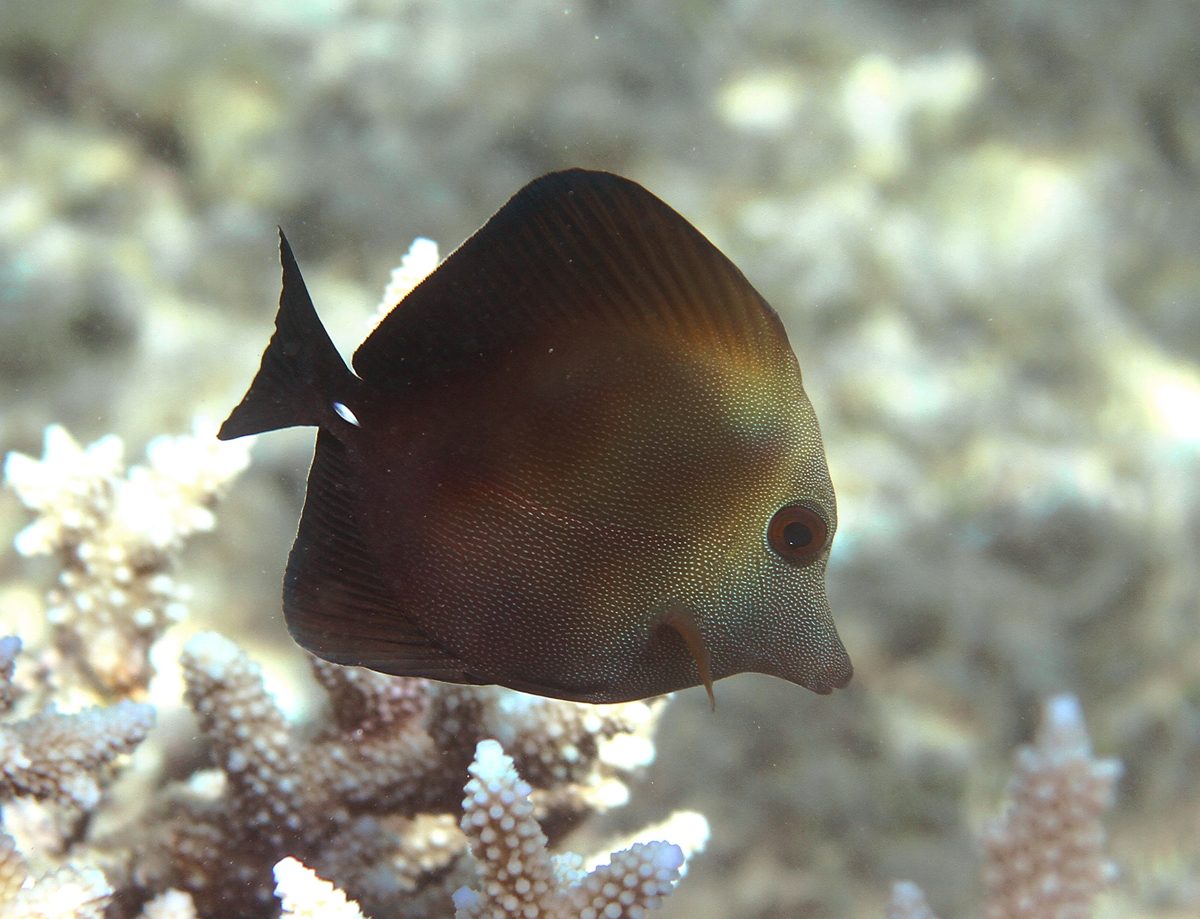
Ejemplar adulto en Reunión
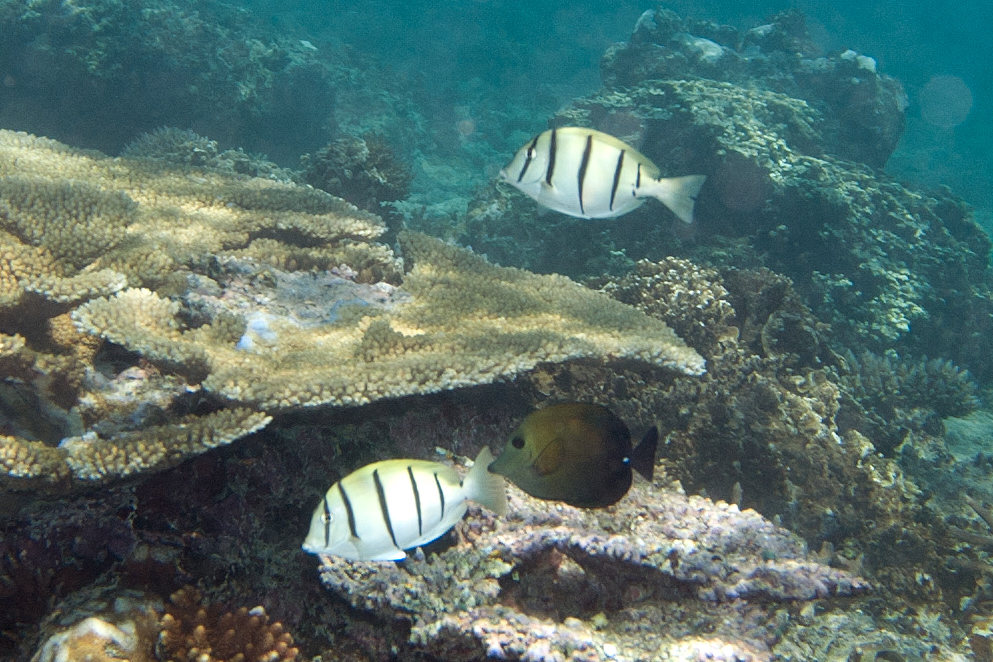
Junto a pareja de Acanthurus triostegus en Fiyi
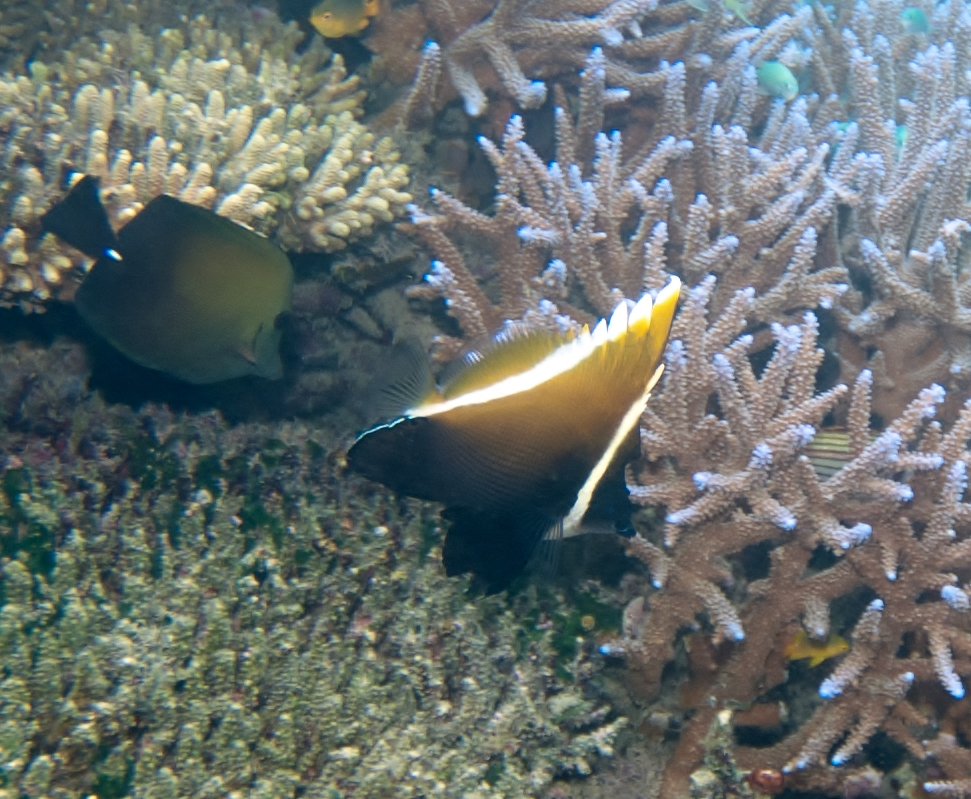
Junto a Heniochus varius en isla Wakaya, Fiyi
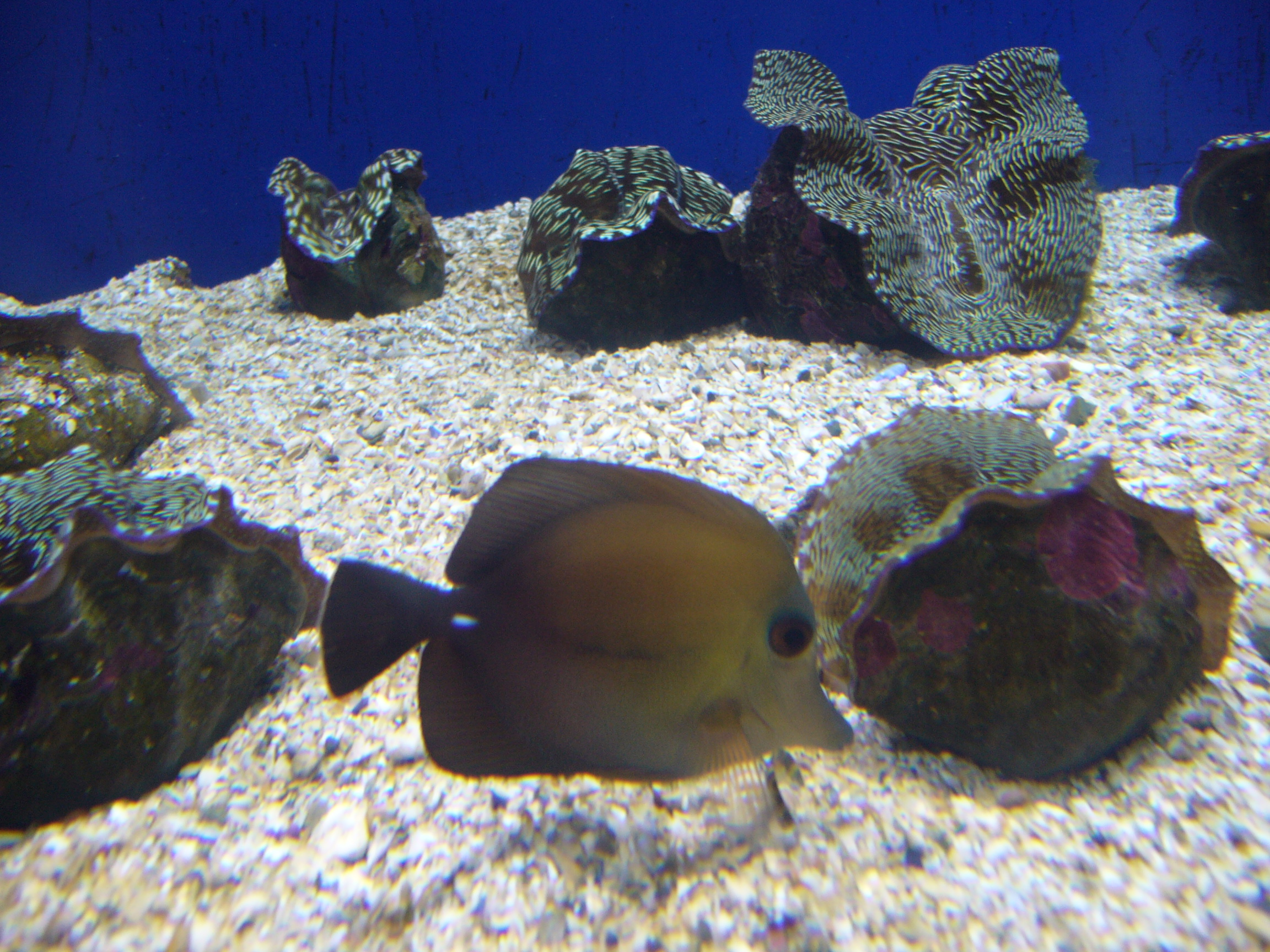
Entre almejas Tridacna en el Aquarium Finisterrae, España